# Margareta av Bourbon
Margareta av Bourbon, född 1211, död 1256 i Brie i Frankrike, var en drottning av Navarra; gift 1232 med kung Theobald I av Navarra. 

## Biografi
Hon var Navarras regent som förmyndare för sin son 1253-1256.
Vid makens död 1253 blev Margareta Navarras regent på grund av sin sons omyndighet. Navarra befanna sig vid denna tid under hot från Kastilien, som hävdade anspråk på landet och ville sluta en äktenskapsallians som ett led i detta. Margareta allierade sig då med Aragonien mot Kastilien, och överlät halva förmyndarregeringen på Jakob I av Aragonien på villkor att man skulle undvika varje äktenskapsallians med Kastilien.